# Gouvernement (Empire russe)
 (mai 2018).
Si vous disposez d'ouvrages ou d'articles de référence ou si vous connaissez des sites web de qualité traitant du thème abordé ici, merci de compléter l'article en donnant les références utiles à sa vérifiabilité et en les liant à la section « Notes et références ».

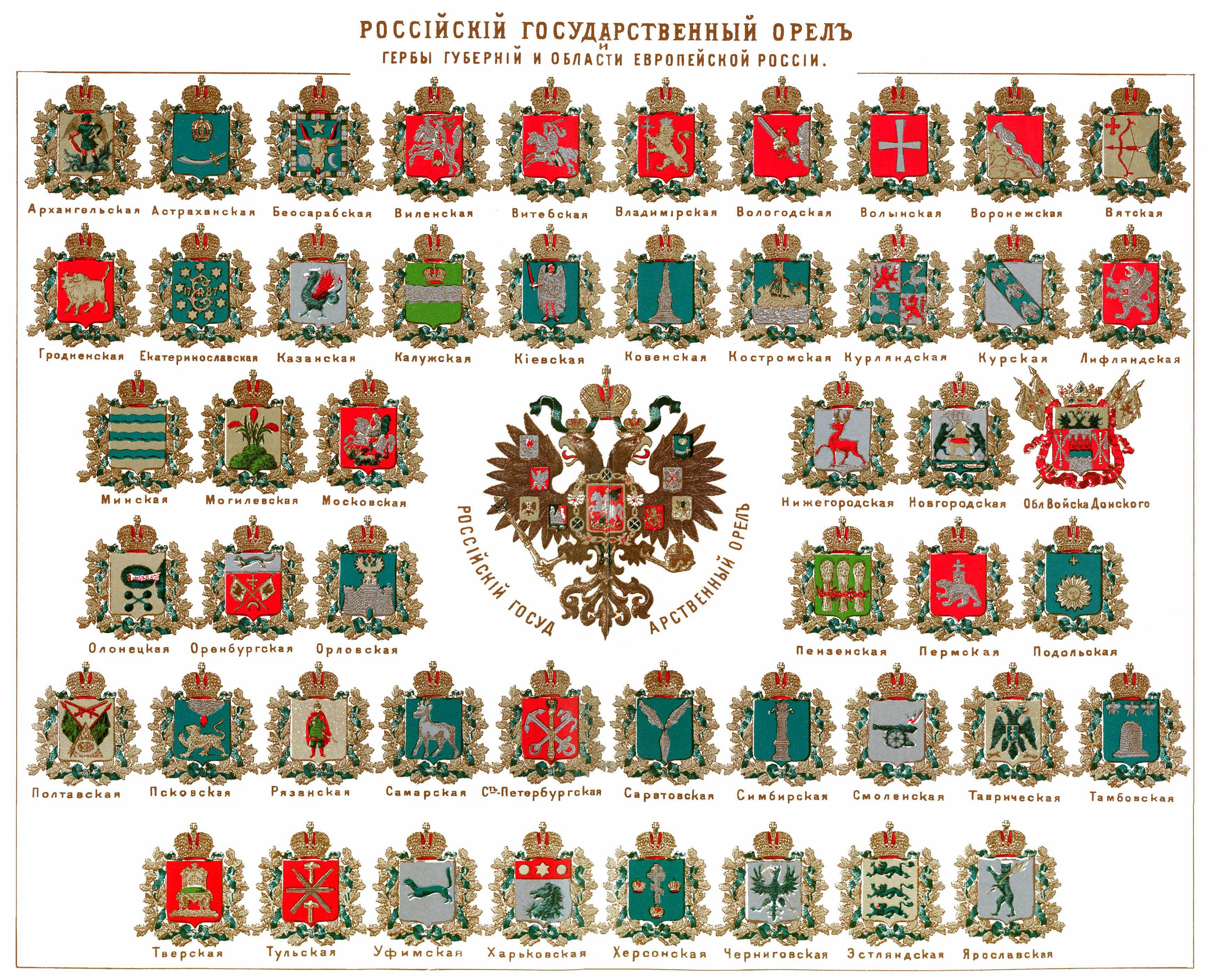
Blasons des gouvernements russes d'Europe vers 1900.

Un gouvernement (en russe : губерния, goubernia) est une division administrative et territoriale de l’Empire russe puis de la Russie soviétique. Créée en 1708 par la réforme provinciale de Pierre le Grand, cette division est abolie en 1929 sous Joseph Staline. Elle avait à sa tête un gouverneur (en russe : губернатор, goubernator). Les gouvernements étaient divisées en ouïezds.

## Nom
Le terme russe est généralement traduit en français par « gouvernement », plus rarement par « gouvernorat » (dans des traductions de l'anglais calquant le terme governorate) voire, de façon inappropriée, par « province » (la province (провинция) étant, de 1719 à 1775, une subdivision du gouvernement).

## Les premiers gouvernements (1702-1719)

Gouvernements de l'Empire russe en 1708.

Le premier gouvernement, créé en 1702 autour de Saint-Pétersbourg, est nommé « gouvernement d'Ingrie » jusqu'en 1710.
Un oukaze du 18 décembre 1708 divise la Russie en 8 gouvernements :
- Gouvernement d'Ingrie, puis de Saint-Pétersbourg.
- Gouvernement de Moscou
- Gouvernement de Kiev
- Gouvernement d'Arkhangelogorod
- Gouvernement de Smolensk
- Gouvernement de Kazan
- Gouvernement d'Azov
- Gouvernement de Sibérie

Entre 1713 et 1719, sont créés les gouvernements de Nijni Novgorod, d'Astrakhan et de Riga, tandis que le gouvernement de Smolensk disparaît, divisé entre ceux de Moscou et de Riga.

## De 1719 à 1775: gouvernements et provinces
En 1719, les gouvernements sont divisés en provinces (провинции, provintsii) ou en ouïezd (уе́зд). Le nombre de gouvernements est par la suite porté à 23. 
En 1763, les gouvernements et les provinces se répartissent comme suit :
- Gouvernement d'Arkhangelogorod (Архангелогородская губерния) subdivisé en 4 provinces :
  - province d'Arkhangelogorod (Архангелогородская провинция)
  - province de Galitch (Галицкая провинция)
  - province d'Oustioug (Устюжская провинция)
  - province de Vologda (Вологодская провинция)

- Gouvernement d'Astrakhan (Астраханская губерния) constitué de la seule « province d'Astrakhan ».

- Gouvernement de Belgorod (Белгородская губерния) subdivisé en 3 provinces :
  - province de Belgorod (Белгородская провинция)
  - province d'Orel (Орловская провинция)
  - province de Sevsk (Севская провинция)

- Gouvernement de Kazan (Казанская губерния) subdivisé en 6 provinces :
  - province de Kazan (Казанская провинция)
  - province de Penza (Пензенская провинция)
  - province de Simbirsk (Симбирская провинция)
  - province de Solikamsk (Соликамская провинция)
  - province de Sviiajsk (Свияжская провинция)
  - province de Viatka (Вятская провинция)

- Gouvernement de Kiev (Киевская губерния) constitué de la seule « province de Kiev » (avec 12 régiments en Petite Russie)

- Gouvernement de Moscou (Московская губерния) subdivisé en 11  provinces :
  - province de Kalouga (Калужская провинция)
  - province de Kostroma (Костромская провинция)
  - province de Moscou (Московская провинция)
  - province de Pereïaslavl-Riazanski (Переяславль-Рязанская провинция)
  - province de Pereslavl-Zalesski (Переяславско-Залесская провинция)
  - province de Souzdal (Суздальская провинция)
  - province de Toula (Тульская провинция)
  - province d'Ouglitch (Угличская провинция)
  - province de Vladimir (Владимирская провинция)
  - province de Iaroslavl (Ярославская провинция)
  - province de Iouriev (Юрьевская провинция)

- Gouvernement de Nijni Novgorod (Нижегородская губерния) subdivisé en 3 provinces :
  - province d'Alatyr (Алатырская провинция)
  - province d'Arzamas (Арзамасская провинция)
  - province de Nijni Novgorod (Нижегородская провинция)

- Gouvernement de Novgorod (Новгородская губерния) subdivisé en 5 provinces :
  - province de Belozersk (Белозерская провинция)
  - province de Novgorod (Новгородская провинция)
  - province de Pskov (Псковская провинция)
  - province de Tver (Тверская провинция)
  - province de Velikié Louki (Великолуцкая провинция)

- Gouvernement d'Orenbourg (Оренбургская губерния) subdivisé en 4 provinces :
  - province d'Isset (Исетская провинция)
  - province d'Orenbourg (Оренбургская провинция)
  - province de Stavropol (Ставропольская провинция)
  - province d'Oufa (Уфимская провинция)
- Gouvernement de Revel (ou « Gouvernement d'Estland ») (Ревельская губерния) constitué de la seule « province de Revel » (Estland).

- Gouvernement de Riga (Рижская губерния) constitué de la seule « province de Riga ».

- Gouvernement de Saint-Pétersbourg (Санкт-Петербургская губерния) constitué de la seule « province de Saint-Pétersbourg ».

- Gouvernement de Sibérie (Сибирская губерния) subdivisé en 3 provinces :
  - province d'Irkoutsk (Иркутская провинция)
  - province de Tobolsk (Тобольская провинция)
  - province de Ienissei (Енисейская провинция)

- Gouvernement de Smolensk (Смоленская губерния) constitué de la seule « province de Smolensk ».

- Gouvernement de Voronej (Воронежская губерния) subdivisé en 5 provinces :
  - province de Bakhmout (Бахмутская провинция)
  - province de Chatsk (Шацкая провинция)
  - province de Tambov (Тамбовская провинция)
  - province de Voronej (Воронежская провинция)
  - province de Ielets (Елецкая провинция)

- Gouvernement de Vyborg (Выборгская губерния) subdivisé en 3 ouiezds.

## De 1775 à 1796

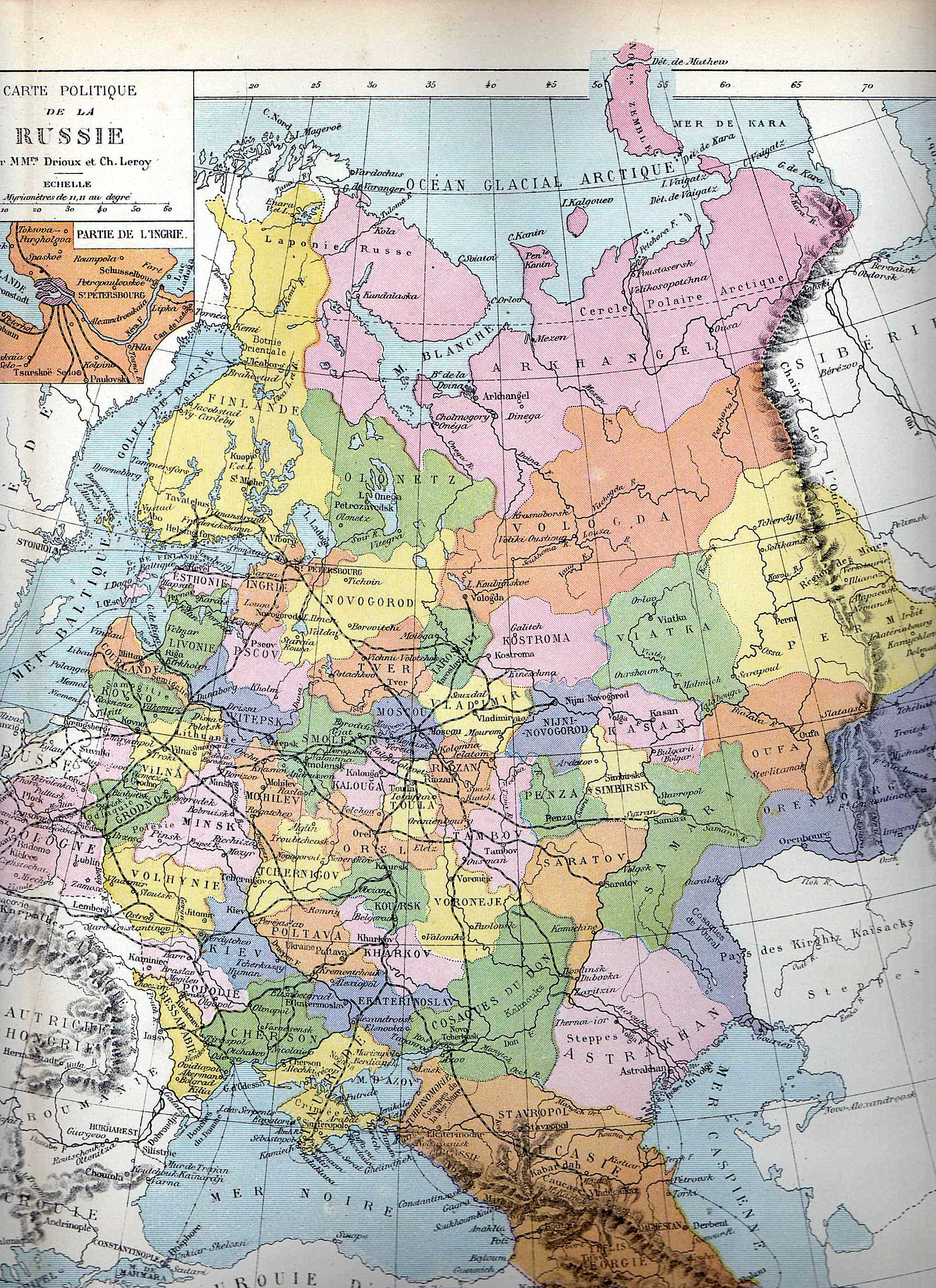
Découpage administratif de l'Empire russe (partie européenne) vers 1880

Une réforme importante a lieu de 1775 à 1785, sous le règne de Catherine II (1762-1796). Les provinces et gouvernements précédents sont redécoupés et remplacés en 1785 par 38 namestnitchestvo (vice-royauté ou province), 3 gouvernements et un oblast (la Tauride).

## De 1796 à la Révolution
En 1795-96 Paul Ier réforme à son tour l’organisation administrative de l’empire, réintroduisant les gouvernements (au nombre de 42) en remplacement des namestnitchestvo.
En 1914, l'Empire russe est divisé en 81 gouvernements et 20 régions (oblasts).

### Russie d’Europe
La Russie d'Europe (en tant que division administrative de l'empire russe) comportait 51 gouvernements et oblasts en 1914.

### Caucase
La vice-royauté du Caucase était administrée en 14 subdivisions : 7 gouvernements (Bakou, Elisavetpol, Koutaissi, Tiflis, mer Noire, Erevan), 5 oblasts (Batoumi, Daguestan, Kars, Kouban et Terek) et deux okrougs (districts : Soukhoumi et Zakatala).

### Sibérie
La Sibérie était composée de 4 gouvernements (Iénisseï, Irkoutsk, Tobolsk et Tomsk) et 6 oblasts. 

### Asie centrale
La région des steppes et d’Asie centrale était divisée en 9 oblasts : Transcaspienne, Samarcande, Semiretchensk, Syr-Daria et Ferghana (formant ensemble le gouvernement général du Turkestan), Akmola et Semipalatinsk (gouvernement général de la steppe) ainsi que Tourgaï et l’oblast de l’Oural.

### Pologne
Le royaume de Pologne, appelé depuis les années 1860 « région de la Vistule », forme un gouvernement général divisé en 9 gouvernements : Varsovie, Kalisz, Kielce, Łomża, Lublin, Piotrków, Płock, Radom et Suwałki.

### Finlande
Le grand-duché de Finlande forme un gouvernement général divisé en 8 gouvernements : Åbo et Björneborg, Wasa, Vyborg, Kuopio, Nyland, Sankt Michel, Tavastehus ainsi que Uleåborg.

## Aujourd'hui
Dans la Russie actuelle, le gouvernement correspondrait à un oblast (région) ou un kraï (district). Certaines de ces subdivisions sont toujours administrées par des gouverneurs (d'autres sont dirigées par des présidents ou par des chefs d'administration, suivant leur degré d'autonomie), une dénomination qui fait référence aux anciens gouvernements. Le terme goubernia n'est cependant plus utilisé.